# カーク・バクスター
カーク・バクスター（Kirk Baxter, 1972年 - ）は、オーストラリア出身の編集技師、タイトルデザイナーである。アンガス・ウォールと共同でデヴィッド・フィンチャー監督作品に参加し、『ソーシャル・ネットワーク』（2010年）と『ドラゴン・タトゥーの女』（2011年）でアカデミー編集賞を受賞した。

## 人物
シドニーで生まれ育ち、そこで映像編集者としてのキャリアをスタートさせた。主にコマーシャルの編集者として有名で、ファイナル・カットという名前の広告編集会社を共同設立していた。2004年、バクスターは、アンガス・ウォールの会社であるロック・ペーパー・シザーズに加わった。次に、バクスターはウォールと共にデヴィッド・フィンチャー監督の『ゾディアック』（2007年）に参加した。フィンチャーの次回作『ベンジャミン・バトン 数奇な人生』（2008年）の編集にウォールが選ばれた際、彼はバクスターを共同編集者にするようフィンチャーに提案した。

## フィルモグラフィ

### 映画
- Killing Joe （1999年） 短編、編集
- ゾディアック Zodiac （2007年） 追加編集
- ベンジャミン・バトン 数奇な人生 The Curious Case of Benjamin Button （2008年） 編集
- ソーシャル・ネットワーク The Social Network （2010年） 編集
- ドラゴン・タトゥーの女 The Girl with the Dragon Tattoo （2011年） 編集
- ゴーン・ガール Gone Girl（2014年） 編集
- Mank/マンク Mank（2020年）　編集
- ダム・マネー ウォール街を狙え! Dumb Money（2023年）　編集

### テレビ
- ビッグ・ラブ Big Love （2006年） タイトルデザイナー
- マインドハンター Mindhunter (2017) 編集

## 受賞・ノミネート
| 賞                           | 年     | 部門                           | 作品名                          | 結果       | 備考                                                              |
| ---------------------------- | ------ | ------------------------------ | ------------------------------- | ---------- | ----------------------------------------------------------------- |
| アカデミー賞                 | 2008年 | 編集賞                         | ベンジャミン・バトン 数奇な人生 | ノミネート | アンガス・ウォールと共同                                          |
| アカデミー賞                 | 2010年 | 編集賞                         | ソーシャル・ネットワーク        | 受賞       | アンガス・ウォールと共同                                          |
| アカデミー賞                 | 2011年 | 編集賞                         | ドラゴン・タトゥーの女          | 受賞       | アンガス・ウォールと共同                                          |
| アメリカ映画編集者協会賞     | 2008年 | 長編映画編集賞 （ドラマ部門）  | ベンジャミン・バトン 数奇な人生 | ノミネート | アンガス・ウォールと共同                                          |
| アメリカ映画編集者協会賞     | 2010年 | 長編映画編集賞 （ドラマ部門）  | ソーシャル・ネットワーク        | 受賞       | アンガス・ウォールと共同                                          |
| アメリカ映画編集者協会賞     | 2011年 | 長編映画編集賞 （ドラマ部門）  | ドラゴン・タトゥーの女          | ノミネート | アンガス・ウォールと共同                                          |
| 英国アカデミー賞             | 2008年 | 編集賞                         | ベンジャミン・バトン 数奇な人生 | ノミネート | アンガス・ウォールと共同                                          |
| 英国アカデミー賞             | 2010年 | 編集賞                         | ソーシャル・ネットワーク        | 受賞       | アンガス・ウォールと共同                                          |
| サテライト賞                 | 2010年 | 編集賞                         | ソーシャル・ネットワーク        | ノミネート | アンガス・ウォールと共同                                          |
| 放送映画批評家協会賞         | 2010年 | 編集賞                         | ソーシャル・ネットワーク        | ノミネート | アンガス・ウォールと共同                                          |
| 放送映画批評家協会賞         | 2011年 | 編集賞                         | ドラゴン・タトゥーの女          | 受賞       | アンガス・ウォールと共同                                          |
| サンディエゴ映画批評家協会賞 | 2010年 | 編集賞                         | ソーシャル・ネットワーク        | ノミネート | アンガス・ウォールと共同                                          |
| オンライン映画批評家協会賞   | 2008年 | 編集賞                         | ベンジャミン・バトン 数奇な人生 | ノミネート | アンガス・ウォールと共同                                          |
| オンライン映画批評家協会賞   | 2010年 | 編集賞                         | ソーシャル・ネットワーク        | ノミネート | アンガス・ウォールと共同                                          |
| ハリウッド映画賞             | 2010年 | エディターズ・オブ・ザ・イヤー | -                               | 受賞       | アンガス・ウォールと共同                                          |
| エミー賞                     | 2005年 | タイトル賞                     | ビッグ・ラブ                    | ノミネート | モーリス・マーブル、アンガス・ウォール、 ラリー・ユーイングと共同 |